# Wykorzystanie technologii blockchain w bankowości
Wykorzystanie technologii blockchain w bankowości – technologia blockchain ma wiele zastosowań w bankowości, m.in. w bezpieczeństwie, przelewach czy w historiach transakcji. Najpopularniejszym wykorzystaniem blockchaina są kryptowaluty (tj. bitcoin). Służą do szybkiego, bezpiecznego i anonimowego przesyłania transakcji. Blockchain w instytucji finansowych ma zastosowanie w przelewach międzybankowych i międzynarodowych.

## Przelewy krajowe i zagraniczne
Jednym z rozwiązań, jakie może interesować instytucje finansowe w kontekście blockchain, to przelewy międzybankowe i międzynarodowe. Obecnie w tym celu wykorzystywany jest systemu SWIFT, który istnieje już od ponad 45 lat. W Polsce działają takie systemy, jak Elixir, Euro Elixir czy Express Elixir, prowadzone przez Krajową Izbę Rozliczeniową (KIR).
Instytucje finansowe, aby optymalizować kosztów przetwarzania danych i usprawnić obsługę swoich klientów, korzystają z technologii blockchain. Wprowadzają system, który będzie wykorzystywany do rozliczeń międzybankowych.
Systemy bankowe są z reguły zamknięte, więc nie muszą korzystać z zalet anonimowości. Docelowo mogą mieć więc wspólny system rozliczeń, w którym zostanie wykorzystany mechanizm Proof of Authority (PoA) w celu osiągnięcia konsensusu. W ten sposób, można wprowadzić w życie system, w którym “notariuszem” będzie np. KIR, a zamiast sesji przychodzących i wychodzących (jak to jest w systemie Elixir) będzie dokonywana przelewy w czasie rzeczywistym, niezależnie czy to jest przelew wewnętrzny, czy zewnętrzny – pomiędzy bankami – czy nawet międzynarodowy.

## Bezpieczeństwo i identyfikacja klienta oraz konta kryptowalutowego
Wykorzystanie kryptografii w sieciach blockchain umożliwia w pewien sposób identyfikację klienta. By zlecić transakcję w sieci Ethereum lub Bitcoin, klient musi posiadać portfel, czyli parę kluczy: prywatnego oraz publicznego. Rozwiązanie to można zastosować do identyfikacji klienta. Zlecając przelew z jednego konta na drugie, transakcję taką należy podpisać kluczem prywatnym. Jedyną osobą, która może wykonać przelew z własnego portfela, jest tylko jej właściciel.
W tradycyjnym modelu, aby wykonać przelew, należy skorzystać z dedykowanej aplikacji mobilnej, lub logując się do banku przez stronę internetową. Zlecając przelew, zazwyczaj wymagane jest jego potwierdzenie przy pomocy kodu SMS lub kodu jednorazowego. Brak jednak wykorzystania mechanizmu podpisu zlecenia transakcji kluczem kryptograficznym.

## Zastosowanie blockchain w historii transakcji
Historia w blockchainie jest niemodyfikowalna, co wynika z samej architektury, w jakiej jest zbudowany. W obecnych systemach bankowych historię przelewów jest niezagrożona ze względu na systemy kopii zapasowych. Jednak jej potencjalna reedycja jest w kwestii banku. W blockchainie, by wyedytować historię, konieczne jest zastosowanie ataku nazywanego “atakiem 51%”. Oznacza to, że osoba atakująca musi posiadać większość mocy obliczeniowej w sieci. Co ciekawe, o ile ataki te były we wcześniejszych latach raczej teoretyczne, o tyle w dzisiejszych czasach można coraz częściej o nich usłyszeć – ze sfery teorii zaczynają przenikać do świata praktyki.

## Blockchain publiczny i prywatny w PKO Banku Polskim
PKO Bank Polski udostępnia dwie linie technologiczne wspierające platformę do komunikacji z klientem na bazie blockchain. Pierwszą udostępnioną jest blockchain prywatny bazujący na tradycyjnym repozytorium danych, czyli trwały nośnik zbudowany we współpracy z Krajową Izbą Rozliczeniową jako zaufaną trzecią stroną komunikacji. W banku prowadzone są również prace nad wykorzystaniem publicznej sieci blockchain, która ma być wykorzystana do zapisu innych dokumentów generowanych przez bank dla klientów.

## Blockchain z dokumentami bankowymi w Alior Banku
Alior Bank udostępnił platformę z dokumentami bankowymi, których autentyczność można sprawdzić przy wykorzystaniu publicznej sieci blockchain – Ethereum. Rozwiązanie to w znaczny sposób ogranicza niepotrzebne zużycie papieru, jednocześnie przynosi bankowi oszczędności.

## Blockchain w przelewach transgranicznych w Crédit Agricole
Crédit Agricole weryfikuje rozwiązanie, które ma uprościć i przyspieszyć transgraniczne przelewy bankowe realizowane przez klientów pracujących za granicą. Rozwiązanie ma wykorzystywać prywatną technologię Blockchain, co ma umożliwić przeprowadzanie przelewów bankowych między dwoma krajami w zaledwie kilka minut.

## Blockchain w transakcji akredytywnej w ING Banku Śląskim
ING Bank Śląski przeprowadził transakcję elektroniczną akredytywy dokumentowej przy wykorzystaniu technologii blockchain. Akredytywa ta zabezpieczała dostawę towaru do polskiej firmy od kontrahenta z Azji. Akredytywa to forma płatności w ramach której bank gwarantuje wypłatę określonej sumy sprzedającemu towar. Do zalet rozliczenia transakcji akredytywy elektronicznej należą m.in.:
- możliwość negocjacji treści akredytywy w czasie rzeczywistym przez importera i eksportera, w oparciu o własny kontrakt
- transparentność każdego etapu transakcji dla uczestników: importera, eksportera, banku importera i banku eksportera
- bieżące monitorowanie statusu transakcji
- skrócenie czasu dostarczenia dokumentów

Akredytywa dokumentowa pozwala na bezpieczne rozliczenie transakcji między kupującym i sprzedającym na podstawie dokumentów handlowych sprawdzanych przez bank. Zabezpiecza przed ryzykiem niedotrzymania warunków umowy, otrzymaniem niepełnowartościowego towaru i brakiem płatności, szczególnie w kontaktach z nowymi partnerami czy na nowych rynkach.

## Zalety
Do głównych zalet wykorzystania technologii blockchain w systemach bankowych należą:
- skrócenie czasu przetwarzania roszczeń
- przelewy w czasie rzeczywistym
- bezpieczne połączenia i transakcje
- dostęp na podstawie uprawnień pozwalający na ujawnianie adekwatnych danych tylko uprawnionym osobom
- usprawnienie przepływu informacji między instytucjami finansowymi
- optymalizacja kosztów operacyjnych banków
- rozliczanie przelewów w lokalnych walutach bezpośrednio z banku do banku

Wszystko to przekłada się na znaczne zaoszczędzenie pieniędzy.